# التلاعب في المباريات
في الرياضات المنظمة، التلاعب في المباريات (المعروف أيضًا باسم التلاعب بنتائج المباريات، أو التلاعب في السباقات، أوالتخلي، أو بشكل أكثر عمومية التلاعب في الرياضات) هو عمل في اللعب أو في إدارة المسابقة يهدف إلى تحقيق نتيجة محددة مسبقًا، مما يشكل انتهاكًا لقواعد اللعبة وغالبًا ما يكون مخالفًا للقانون. هناك العديد من الأسباب التي قد تؤدي إلى التلاعب بنتائج المباريات، بما في ذلك تلقي الرشاوى من مكاتب المراهنات أو المراهنين الرياضيين ‏، والابتزاز. قد يقوم المتنافسون أيضًا بأداء ضعيف عمدًا للحصول على ميزة مستقبلية، مثل اختيار مسودة أفضل أو لمواجهة خصم أسهل في جولة لاحقة من المنافسة. قد يلعب اللاعب أيضًا بشكل ضعيف لتلاعب بنظام التحكم.
يتطلب التلاعب بنتائج المباريات، عندما يكون مدفوعًا بالمراهنات، اتصالات (وعادةً تحويلات مالية) بين المراهنين، اللاعبين، مسؤولي الفريق، و/أو الحكام. يمكن اكتشاف هذه الاتصالات والتحويلات أحيانًا، مما يؤدي إلى المقاضاة بواسطة القانون أو الدوريات الرياضية. بالمقابل، فإن الخسارة للحصول على ميزة مستقبلية هي داخلية للفريق وصعبة جدًا في الإثبات. غالبًا ما تجرى تبديلات بواسطة المدرب، تهدف عمدًا إلى زيادة فرص الفريق في الخسارة (مثل جلوس اللاعبين الرئيسيين، غالبًا باستخدام إصابات طفيفة أو وهمية كعذر)، بدلاً من إخبار اللاعبين الذين هم فعليًا في الملعب بأداء ضعيف عمدًا، تُعتبر العامل الرئيسي في الحالات التي أُدليَ بها.
يشمل التلاعب بنتائج المباريات التلاعب بالنقاط والتلاعب بالنتائج، التي تركز على أحداث أصغر داخل المباراة يمكن المراهنة عليها ولكن من غير المرجح أن تكون حاسمة في تحديد نتيجة المباراة النهائية. وفقًا لـ سبورترادار ‏، شركة تراقب نزاهة الأحداث الرياضية نيابة عن الاتحادات الرياضية، يظهر ما يصل إلى واحد في المئة من المباريات التي يراقبونها أنماط مراهنة مشبوهة قد تشير إلى التلاعب بنتائج المباريات.
الألعاب التي تُفقد عمدًا تُسمى أحيانًا "ألعاب متخلى عنها"، خاصة عندما لا يكون لدى الفريق شيء يلعب من أجله (إما أنه قد تأهل بالفعل للمرحلة التالية من المنافسة أو أنه غير قادر حسابيًا على التأهل للمرحلة التالية من المنافسة، أو هو في عملية الإقصاء). بالمقابل، عندما يخسر فريق عمدًا مباراة أو لا يسجل كما يمكنه ذلك للحصول على ميزة تنافسية مستقبلية يُقال إن الفريق قد "تخلى" عن المباراة بدلاً من أن يكون قد خسرها. في الرياضات التي يوجد فيها نظام تحكم أو تصنيف ويمكن استغلاله (بما في ذلك الرياضات مثل السباقات والمصارعة والجولف)، يُعرف التخلي بأنه "تخفيض النقاط". يعرف التلاعب، حيث يخفي اللاعب قدراته حتى يتمكن من اللعب مقابل مبالغ مالية كبيرة، بأنه ممارسة شائعة في العديد من رياضات البلياردو، مثل لعبة البلياردو ذات التسع كرات.

## الدوافع والأسباب
تشمل بعض الدوافع الرئيسية وراء التلاعب بنتائج المباريات المراهنات وميزة الفريق المستقبلية. وفقًا للصحفي الاستقصائي ديكلان هيل فقد ارتبطت أيضًا بالفساد والعنف والتهرب الضريبي. في شرق أوروبا، ارتبطت الجريمة المنظمة بالمراهنات غير القانونية وتحديد النتائج. في روسيا، اختفى أشخاص أو قتلوا بعد التصرف ضد الرشوة في الرياضة.

### الاتفاقيات مع المراهنين
قد يكون هناك كسب مالي من خلال الاتفاقيات مع المراهنين. مثل فضيحة بلاك سوكس ‏ لعام 1919، التي تآمر فيها عدة أعضاء من فريق شيكاغو وايت سوكس لتثبيت سلسلة العالم ‏ لذلك العام لتحقيق مكاسب مالية.
أحد أشهر الأمثلة على التلاعب في السباقات المرتبط بالمراهنات (في رياضة السيارات) هو جائزة طرابلس الكبرى لعام 1933، حيث حُدد رقم الفائز في اليانصيب بناءً على رقم السيارة الفائزة في السباق. كان أحد حاملي التذاكر يمتلك الرقم الخاص بأخيل فارزي ‏، وتواصل معه واتفقا على تقاسم الجائزة إذا فاز. تواصل فارزي مع سائقين آخرين وافقوا على تقاسم المال إذا خسروا عمدًا. على الرغم من البداية السيئة، فاز فارزي بالسباق بعد أن أدت منافسوه أداءً ضعيفًا طوال السباق.
في عام 2023، فُككت شبكة كبيرة للتلاعب بنتائج المباريات في مستويات الاحتراف الأدنى في التنس، والتي كانت مرتبطة بالمراهنات. وكان هناك ما لا يقل عن 181 لاعبًا متورطين.